# Lista över Danmarks kommuner efter folkmängd
Danmarks kommuner efter folkmängd (1 januari 2013). Utanför kommunindelningen finns Ertholmene, 92 invånare.
1. Köpenhamn  –  559 440
2. Aarhus –  319 094
3. Aalborg – 203 448
4. Odense – 193 370
5. Esbjerg – 115 051
6. Vejle – 108 826
7. Frederiksberg  –  102 029
8. Randers –  96 007
9. Viborg –  94 333
10. Kolding – 89 566
11. Silkeborg  – 89 346
12. Herning – 86 595
13. Horsens – 84 871
14. Roskilde – 83 554
15. Næstved –  81 163
16. Slagelse – 77 167
17. Sønderborg – 75 732
18. Gentofte – 73 360
19. Holbæk – 69 263
20. Gladsaxe – 66 030
21. Hjørring – 65 767
22. Helsingør – 61 613
23. Guldborgsund – 61 322
24. Frederikshavn – 60 775
25. Aabenraa – 59 208
26. Svendborg  –  58 296
27. Skanderborg – 58 094
28. Køge – 57 771
29. Ringkøbing-Skjern – 57 529
30. Holstebro –  57 254
31. Haderslev –  56 051
32. Rudersdal  – 54 827
33. Lyngby-Taarbæk –  53 840
34. Faaborg-Midtfyn – 51 409
35. Hvidovre – 51 341
36. Fredericia – 50 374
37. Varde –  49 969
38. Høje-Taastrup – 48 471
39. Hillerød –48 315
40. Kalundborg  – 48 294
41. Ballerup – 48 211
42. Greve – 47 980
43. Skive – 47 291
44. Favrskov  – 47 156
45. Hedensted  – 45 868
46. Vordingborg – 45 465
47. Thisted – 44 494
48. Lolland – 44 436
49. Frederikssund – 44 365
50. Vejen –  42 700
51. Mariagerfjord  – 42 111
52. Egedal – 42 018
53. Syddjurs – 41 894
54. Tårnby –  41 572
55. Assens –  41 325
56. Bornholm – 40 715
57. Gribskov – 40 655
58. Ikast-Brande – 40 468
59. Fredensborg  – 39 462
60. Tønder  – 38 686
61. Jammerbugt – 38 597
62. Furesø – 38 236
63. Norddjurs – 38 035
64. Vesthimmerlands – 37 586
65. Middelfart  – 37 323
66. Rødovre – 37 351
67. Brønderslev –35 600
68. Faxe – 35 123
69. Brøndby – 34 210
70. Ringsted – 33 217
71. Odsherred – 32 452
72. Nyborg –  31 350
73. Halsnæs – 30 803
74. Sorø – 29 288
75. Nordfyns – 29 224
76. Rebild – 28 866
77. Albertslund – 27 824
78. Herlev – 26 958
79. Lejre –  26 901
80. Billund – 26 357
81. Hørsholm – 24 543
82. Allerød – 24 073
83. Kerteminde – 23 787
84. Glostrup – 21 869
85. Struer – 21 846
86. Stevns – 21 818
87. Odder –  21 808
88. Lemvig – 21 223
89. Morsø –  21 189
90. Solrød – 21 145
91. Ishøj – 21 131
92. Vallensbæk – 14 797
93. Dragør –  13 917
94. Langeland – 12 861
95. Ærø – 6 527
96. Samsø – 3 806
97. Fanø – 3 237
98. Læsø – 1 839